# Крейчик, Йозеф Эмиль
Йо́зеф Эми́ль Кре́йчик (нем. Josef Emil Krejcik; 22 января 1885, Вена — 4 января 1957, там же) — австрийский шахматный мастер, шахматный композитор, писатель

, профессор истории, первый председатель Австрийского шахматного союза. Успешно выступал на многих соревнованиях и этюдных конкурсах; составлял также задачи. Предложил гамбит в голландской защите, названный его именем (см. Гамбит Крейчика).
Издал ряд книг. Его последняя книга (Вена, 1955) называлась: «Моё прощание с шахматами». Известен также как автор популярных шахматных юморесок.
Своеобразный рекорд он установил в 1910 году: в Линце он дал сеанс одновременной игры на 25 шахматных досках — и проиграл все 25 партий.
Был председателем Австрийской шахматной федерации.

## Избранные этюды
|   | a | b | c | d | e | f | g | h |   |
| - | --- | --- | --- | --- | --- | --- | --- | --- | - |
| 8 | g7 белый король · c6 чёрная пешка · c5 белый конь · d5 чёрная ладья · g5 чёрный король · a4 белый конь · g4 чёрная пешка · g3 белая пешка · g2 белая пешка | g7 белый король · c6 чёрная пешка · c5 белый конь · d5 чёрная ладья · g5 чёрный король · a4 белый конь · g4 чёрная пешка · g3 белая пешка · g2 белая пешка | g7 белый король · c6 чёрная пешка · c5 белый конь · d5 чёрная ладья · g5 чёрный король · a4 белый конь · g4 чёрная пешка · g3 белая пешка · g2 белая пешка | g7 белый король · c6 чёрная пешка · c5 белый конь · d5 чёрная ладья · g5 чёрный король · a4 белый конь · g4 чёрная пешка · g3 белая пешка · g2 белая пешка | g7 белый король · c6 чёрная пешка · c5 белый конь · d5 чёрная ладья · g5 чёрный король · a4 белый конь · g4 чёрная пешка · g3 белая пешка · g2 белая пешка | g7 белый король · c6 чёрная пешка · c5 белый конь · d5 чёрная ладья · g5 чёрный король · a4 белый конь · g4 чёрная пешка · g3 белая пешка · g2 белая пешка | g7 белый король · c6 чёрная пешка · c5 белый конь · d5 чёрная ладья · g5 чёрный король · a4 белый конь · g4 чёрная пешка · g3 белая пешка · g2 белая пешка | g7 белый король · c6 чёрная пешка · c5 белый конь · d5 чёрная ладья · g5 чёрный король · a4 белый конь · g4 чёрная пешка · g3 белая пешка · g2 белая пешка | 8 |
| 7 | g7 белый король · c6 чёрная пешка · c5 белый конь · d5 чёрная ладья · g5 чёрный король · a4 белый конь · g4 чёрная пешка · g3 белая пешка · g2 белая пешка | g7 белый король · c6 чёрная пешка · c5 белый конь · d5 чёрная ладья · g5 чёрный король · a4 белый конь · g4 чёрная пешка · g3 белая пешка · g2 белая пешка | g7 белый король · c6 чёрная пешка · c5 белый конь · d5 чёрная ладья · g5 чёрный король · a4 белый конь · g4 чёрная пешка · g3 белая пешка · g2 белая пешка | g7 белый король · c6 чёрная пешка · c5 белый конь · d5 чёрная ладья · g5 чёрный король · a4 белый конь · g4 чёрная пешка · g3 белая пешка · g2 белая пешка | g7 белый король · c6 чёрная пешка · c5 белый конь · d5 чёрная ладья · g5 чёрный король · a4 белый конь · g4 чёрная пешка · g3 белая пешка · g2 белая пешка | g7 белый король · c6 чёрная пешка · c5 белый конь · d5 чёрная ладья · g5 чёрный король · a4 белый конь · g4 чёрная пешка · g3 белая пешка · g2 белая пешка | g7 белый король · c6 чёрная пешка · c5 белый конь · d5 чёрная ладья · g5 чёрный король · a4 белый конь · g4 чёрная пешка · g3 белая пешка · g2 белая пешка | g7 белый король · c6 чёрная пешка · c5 белый конь · d5 чёрная ладья · g5 чёрный король · a4 белый конь · g4 чёрная пешка · g3 белая пешка · g2 белая пешка | 7 |
| 6 | g7 белый король · c6 чёрная пешка · c5 белый конь · d5 чёрная ладья · g5 чёрный король · a4 белый конь · g4 чёрная пешка · g3 белая пешка · g2 белая пешка | g7 белый король · c6 чёрная пешка · c5 белый конь · d5 чёрная ладья · g5 чёрный король · a4 белый конь · g4 чёрная пешка · g3 белая пешка · g2 белая пешка | g7 белый король · c6 чёрная пешка · c5 белый конь · d5 чёрная ладья · g5 чёрный король · a4 белый конь · g4 чёрная пешка · g3 белая пешка · g2 белая пешка | g7 белый король · c6 чёрная пешка · c5 белый конь · d5 чёрная ладья · g5 чёрный король · a4 белый конь · g4 чёрная пешка · g3 белая пешка · g2 белая пешка | g7 белый король · c6 чёрная пешка · c5 белый конь · d5 чёрная ладья · g5 чёрный король · a4 белый конь · g4 чёрная пешка · g3 белая пешка · g2 белая пешка | g7 белый король · c6 чёрная пешка · c5 белый конь · d5 чёрная ладья · g5 чёрный король · a4 белый конь · g4 чёрная пешка · g3 белая пешка · g2 белая пешка | g7 белый король · c6 чёрная пешка · c5 белый конь · d5 чёрная ладья · g5 чёрный король · a4 белый конь · g4 чёрная пешка · g3 белая пешка · g2 белая пешка | g7 белый король · c6 чёрная пешка · c5 белый конь · d5 чёрная ладья · g5 чёрный король · a4 белый конь · g4 чёрная пешка · g3 белая пешка · g2 белая пешка | 6 |
| 5 | g7 белый король · c6 чёрная пешка · c5 белый конь · d5 чёрная ладья · g5 чёрный король · a4 белый конь · g4 чёрная пешка · g3 белая пешка · g2 белая пешка | g7 белый король · c6 чёрная пешка · c5 белый конь · d5 чёрная ладья · g5 чёрный король · a4 белый конь · g4 чёрная пешка · g3 белая пешка · g2 белая пешка | g7 белый король · c6 чёрная пешка · c5 белый конь · d5 чёрная ладья · g5 чёрный король · a4 белый конь · g4 чёрная пешка · g3 белая пешка · g2 белая пешка | g7 белый король · c6 чёрная пешка · c5 белый конь · d5 чёрная ладья · g5 чёрный король · a4 белый конь · g4 чёрная пешка · g3 белая пешка · g2 белая пешка | g7 белый король · c6 чёрная пешка · c5 белый конь · d5 чёрная ладья · g5 чёрный король · a4 белый конь · g4 чёрная пешка · g3 белая пешка · g2 белая пешка | g7 белый король · c6 чёрная пешка · c5 белый конь · d5 чёрная ладья · g5 чёрный король · a4 белый конь · g4 чёрная пешка · g3 белая пешка · g2 белая пешка | g7 белый король · c6 чёрная пешка · c5 белый конь · d5 чёрная ладья · g5 чёрный король · a4 белый конь · g4 чёрная пешка · g3 белая пешка · g2 белая пешка | g7 белый король · c6 чёрная пешка · c5 белый конь · d5 чёрная ладья · g5 чёрный король · a4 белый конь · g4 чёрная пешка · g3 белая пешка · g2 белая пешка | 5 |
| 4 | g7 белый король · c6 чёрная пешка · c5 белый конь · d5 чёрная ладья · g5 чёрный король · a4 белый конь · g4 чёрная пешка · g3 белая пешка · g2 белая пешка | g7 белый король · c6 чёрная пешка · c5 белый конь · d5 чёрная ладья · g5 чёрный король · a4 белый конь · g4 чёрная пешка · g3 белая пешка · g2 белая пешка | g7 белый король · c6 чёрная пешка · c5 белый конь · d5 чёрная ладья · g5 чёрный король · a4 белый конь · g4 чёрная пешка · g3 белая пешка · g2 белая пешка | g7 белый король · c6 чёрная пешка · c5 белый конь · d5 чёрная ладья · g5 чёрный король · a4 белый конь · g4 чёрная пешка · g3 белая пешка · g2 белая пешка | g7 белый король · c6 чёрная пешка · c5 белый конь · d5 чёрная ладья · g5 чёрный король · a4 белый конь · g4 чёрная пешка · g3 белая пешка · g2 белая пешка | g7 белый король · c6 чёрная пешка · c5 белый конь · d5 чёрная ладья · g5 чёрный король · a4 белый конь · g4 чёрная пешка · g3 белая пешка · g2 белая пешка | g7 белый король · c6 чёрная пешка · c5 белый конь · d5 чёрная ладья · g5 чёрный король · a4 белый конь · g4 чёрная пешка · g3 белая пешка · g2 белая пешка | g7 белый король · c6 чёрная пешка · c5 белый конь · d5 чёрная ладья · g5 чёрный король · a4 белый конь · g4 чёрная пешка · g3 белая пешка · g2 белая пешка | 4 |
| 3 | g7 белый король · c6 чёрная пешка · c5 белый конь · d5 чёрная ладья · g5 чёрный король · a4 белый конь · g4 чёрная пешка · g3 белая пешка · g2 белая пешка | g7 белый король · c6 чёрная пешка · c5 белый конь · d5 чёрная ладья · g5 чёрный король · a4 белый конь · g4 чёрная пешка · g3 белая пешка · g2 белая пешка | g7 белый король · c6 чёрная пешка · c5 белый конь · d5 чёрная ладья · g5 чёрный король · a4 белый конь · g4 чёрная пешка · g3 белая пешка · g2 белая пешка | g7 белый король · c6 чёрная пешка · c5 белый конь · d5 чёрная ладья · g5 чёрный король · a4 белый конь · g4 чёрная пешка · g3 белая пешка · g2 белая пешка | g7 белый король · c6 чёрная пешка · c5 белый конь · d5 чёрная ладья · g5 чёрный король · a4 белый конь · g4 чёрная пешка · g3 белая пешка · g2 белая пешка | g7 белый король · c6 чёрная пешка · c5 белый конь · d5 чёрная ладья · g5 чёрный король · a4 белый конь · g4 чёрная пешка · g3 белая пешка · g2 белая пешка | g7 белый король · c6 чёрная пешка · c5 белый конь · d5 чёрная ладья · g5 чёрный король · a4 белый конь · g4 чёрная пешка · g3 белая пешка · g2 белая пешка | g7 белый король · c6 чёрная пешка · c5 белый конь · d5 чёрная ладья · g5 чёрный король · a4 белый конь · g4 чёрная пешка · g3 белая пешка · g2 белая пешка | 3 |
| 2 | g7 белый король · c6 чёрная пешка · c5 белый конь · d5 чёрная ладья · g5 чёрный король · a4 белый конь · g4 чёрная пешка · g3 белая пешка · g2 белая пешка | g7 белый король · c6 чёрная пешка · c5 белый конь · d5 чёрная ладья · g5 чёрный король · a4 белый конь · g4 чёрная пешка · g3 белая пешка · g2 белая пешка | g7 белый король · c6 чёрная пешка · c5 белый конь · d5 чёрная ладья · g5 чёрный король · a4 белый конь · g4 чёрная пешка · g3 белая пешка · g2 белая пешка | g7 белый король · c6 чёрная пешка · c5 белый конь · d5 чёрная ладья · g5 чёрный король · a4 белый конь · g4 чёрная пешка · g3 белая пешка · g2 белая пешка | g7 белый король · c6 чёрная пешка · c5 белый конь · d5 чёрная ладья · g5 чёрный король · a4 белый конь · g4 чёрная пешка · g3 белая пешка · g2 белая пешка | g7 белый король · c6 чёрная пешка · c5 белый конь · d5 чёрная ладья · g5 чёрный король · a4 белый конь · g4 чёрная пешка · g3 белая пешка · g2 белая пешка | g7 белый король · c6 чёрная пешка · c5 белый конь · d5 чёрная ладья · g5 чёрный король · a4 белый конь · g4 чёрная пешка · g3 белая пешка · g2 белая пешка | g7 белый король · c6 чёрная пешка · c5 белый конь · d5 чёрная ладья · g5 чёрный король · a4 белый конь · g4 чёрная пешка · g3 белая пешка · g2 белая пешка | 2 |
| 1 | g7 белый король · c6 чёрная пешка · c5 белый конь · d5 чёрная ладья · g5 чёрный король · a4 белый конь · g4 чёрная пешка · g3 белая пешка · g2 белая пешка | g7 белый король · c6 чёрная пешка · c5 белый конь · d5 чёрная ладья · g5 чёрный король · a4 белый конь · g4 чёрная пешка · g3 белая пешка · g2 белая пешка | g7 белый король · c6 чёрная пешка · c5 белый конь · d5 чёрная ладья · g5 чёрный король · a4 белый конь · g4 чёрная пешка · g3 белая пешка · g2 белая пешка | g7 белый король · c6 чёрная пешка · c5 белый конь · d5 чёрная ладья · g5 чёрный король · a4 белый конь · g4 чёрная пешка · g3 белая пешка · g2 белая пешка | g7 белый король · c6 чёрная пешка · c5 белый конь · d5 чёрная ладья · g5 чёрный король · a4 белый конь · g4 чёрная пешка · g3 белая пешка · g2 белая пешка | g7 белый король · c6 чёрная пешка · c5 белый конь · d5 чёрная ладья · g5 чёрный король · a4 белый конь · g4 чёрная пешка · g3 белая пешка · g2 белая пешка | g7 белый король · c6 чёрная пешка · c5 белый конь · d5 чёрная ладья · g5 чёрный король · a4 белый конь · g4 чёрная пешка · g3 белая пешка · g2 белая пешка | g7 белый король · c6 чёрная пешка · c5 белый конь · d5 чёрная ладья · g5 чёрный король · a4 белый конь · g4 чёрная пешка · g3 белая пешка · g2 белая пешка | 1 |
|   | a | b | c | d | e | f | g | h |   |

Решение:
1. Кс3! Лe5 (1… Лf5 2. Кe6+ Крh5 3. Кf4+ Крg5 4. Кe4×)

2. К3e4+ Крh5! (2… Крf5 3. Кd6+ и вилка 4. Кf7+)

3. Кd7!! Лe7+

4. Крf8! Лe6

5. Крf7 Лg6

6. Кf8! Лh6

7. Кf6+ Крg5

8. Кe6+ Крf5

9. Кg7+ Крg5

10. Кe4×

## Партии
Нижеприведённую партию из наследия Крейчика часто относят к числу «бессмертных»:
Иоганн Бергер — Йозеф Крейчик, Турнир в Карлсбаде (1911). Контргамбит Альбина

[Site "Карлсбад"] 
[Date "1911"] 
[White "Иоганн Бергер"] 
[Black "Йозеф Крейчик"] 
[Result "0-1"] 
[EventType "Турнир в Карлсбаде"] 
[EventCountry "Австро-Венгрия"]
[FirstMove "0"]  
1.d4 d5 2.c4 e5 3.dxe5 d4 4.e4 Bc5 5.f4 f6 6.exf6 Nxf6 7.Bd3 Nc6 8.a3 a5 9.Nf3 0-0 10.0-0 Re8 11.e5 Ng4 12.Re1 Bf5! 13.Bxf5 d3+ 14.Kf1 Qh4!! 15.Qd2 Qxh2! 16.Bxd3 Qh1+ 17.Ke2 Qxg2+ 18.Kd1 Qxf3+ 19.Be2 Qb3+ 20.Qc2 Nf2+ 21.Kd2 Be3× 0-1

## Книги
- «Тринадцать детей Каиссы» (13 Kinder Caissens), Вена, 1924; рус. перевод: Москва, 1926.
- «Примерные и шаловливые дети шахматной музы» (Artige und unartige Kinder der Schachmuse), Лейпциг, 1925; рус. перевод: Москва, 1926.
- «Моё прощание с шахматами» (Mein Abschied vom Schach), Берлин, 1955.